# Subiaco Oval
O Subiaco Oval foi um estádio da cidade de Perth na Austrália Ocidental inaugurado em 1908, sendo o maior estádio do oeste da Austrália.
Atualmente, recebe jogos de rugby, cricket, e futebol australiano.